# Anatemnus seychellesensis
Anatemnus seychellesensis е вид паякообразно от семейство Atemnidae. Видът е застрашен от изчезване.

## Разпространение
Разпространен е в Сейшели.